# Pachnobia viridescens
Pachnobia viridescens är en fjärilsart som beskrevs av Turati 1921. Pachnobia viridescens ingår i släktet Pachnobia, och familjen nattflyn. Inga underarter finns listade.